# Thallomys nigricauda
Espèce
Statut de conservation UICN

 LC  : Préoccupation mineure
Thallomys nigricauda est une espèce de rongeur de la famille des Muridae, du genre Thallomys, présente en Afrique australe.

## Distribution

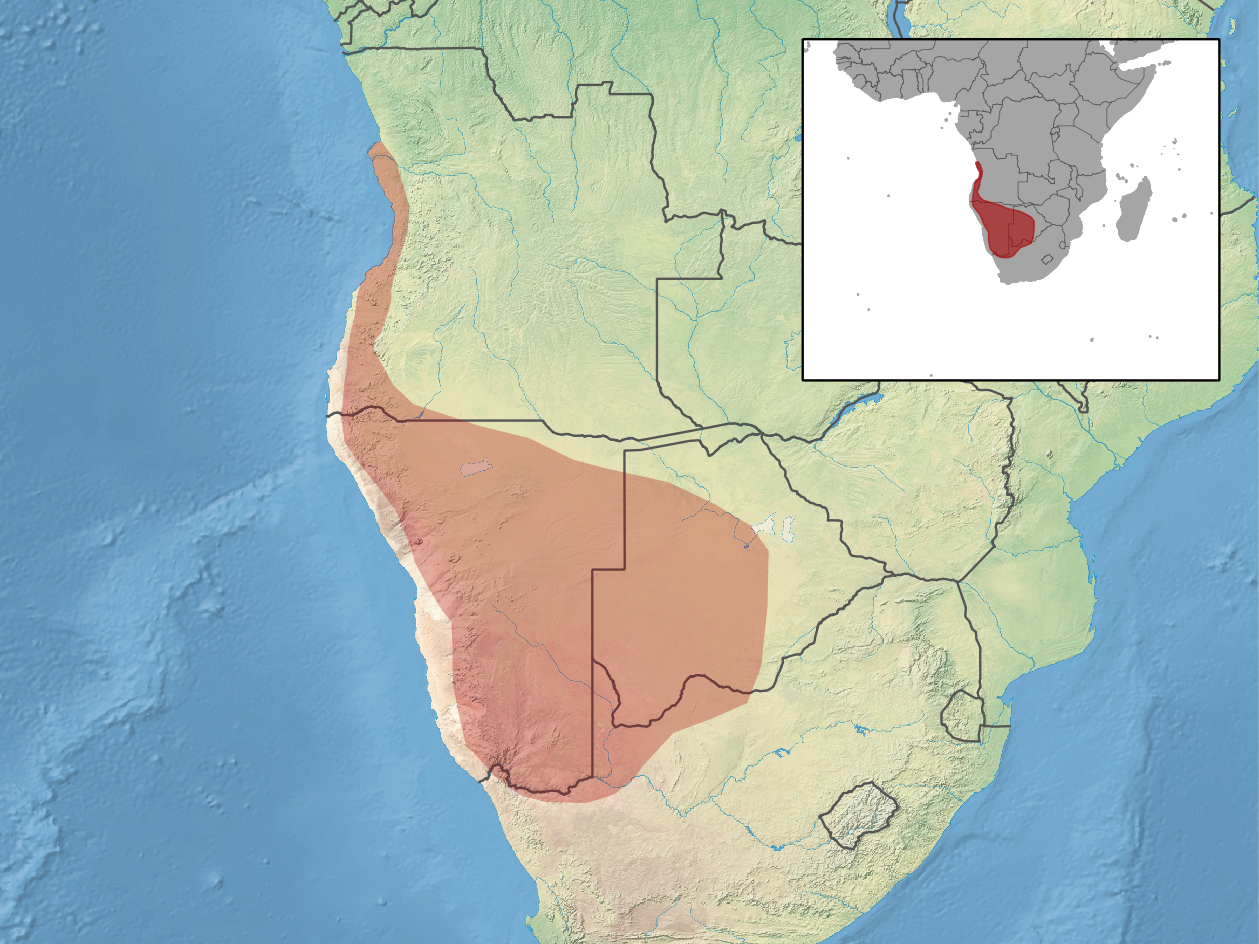
Répartition de l'espèce.

L'espèce est présente dans l'ouest de l'Angola, en Namibie, au Botswana et au nord de l'Afrique du Sud.

## Menaces
L'Union internationale pour la conservation de la nature la distingue comme espèce de « Préoccupation mineure » (LC) sur sa liste rouge.